# 江島久米雄
江島 久米雄（えじま / えしま くめお、1850年（嘉永3年2月）- 1933年（昭和8年）3月18日）は、明治から大正期の政治家。衆議院議員。本名・粂雄。

## 経歴
豊前国宇佐郡南宇佐村（大分県宇佐郡宇佐町を経て現宇佐市南宇佐）で、農業・江島茂兵衛の長男として生まれる。1872年（明治5年）中津の白石照山塾に入り、1876年（明治9年）郡立宇佐中学校を卒業した。
連合町村会議員、所得税調査委員、宇佐郡会議員、同議長代理者などを務めた。1879年（明治12年）に上京したが、1880年（明治13年）大分県会議員に当選したため帰郷し、1894年（明治27年）まで在任。この間、1889年（明治22年）と1893年（明治26年）に県会副議長となり、同常置委員、同参事会員も務めた。
演説結社・菱池講談会を結成し自由民権運動を進め、1882年（明治15年）豊州立憲改進党の結成、九州連合同志会の民党合同運動で活躍した。
山口半七の後継として1894年9月、第4回衆議院議員総選挙（大分県第6区、立憲改進党）で当選し、以後、第6回総選挙まで再選され、衆議院議員に連続3期在任した。
衆議引退後も憲政本党幹事を務めた。また、東洋生命保険監査役にも在任した。

## 国政選挙歴
- 第4回衆議院議員総選挙（大分県第6区、1894年9月、立憲改進党）当選[5]
- 第5回衆議院議員総選挙（大分県第6区、1898年3月、進歩党）当選[5]
- 第6回衆議院議員総選挙（大分県第6区、1898年8月、憲政本党）当選[5]